# Шум
 Тази статия е за звуковата вълна.  За селото в Северна Македония вижте Шум (община Струга).  
Шумът е нежелан, необработен музикално, и смятан за неприятен, звук. Може да бъде силен или слаб. Той е с неопределена и непостоянна честота. Примери за шум са вятърът, духащ листата на дърветата, едновременен говор на много хора, триене на различни предмети един в друг.
Шумът представлява звукови вълни. Човешкото ухо улавя шум с честоти от 16 Hz до 20000 Hz, като с възрастта този диапазон намалява. Ако механичните вълни са под 16 Hz, те се наричат инфразвук, а ако са над 20 kHz - ултразвук. Ултразвукът и инфразвукът са недоловими за човешкото ухо.
Има шумове, които вредят на слуха, но има и такива, които създават приятни усещания: шум от птици, поточе в гората, гласът на славей.

## Проблеми с шума
Проблемите с шума са причина за смяната на мястото на живеене на 10 милиона души в Европа ежегодно. 3% (като брой 4000) от инфарктите в Германия са вследствие на шума от уличното движение. 
Излагане на шум със сила над 90 dB в продължение на повече от осем часа може да доведе до щети за ушите. Музиката в дискотеките е със сила около 95-110 dB. 